# KENZO (ダンサー)
KENZO（ケンゾー、1985年1月21日 - ）は、日本のダンサー、振付師、俳優、演出家、DA PUMPのパフォーマー。
本名は中村 朋揮（なかむら ともき）。福岡県鞍手郡宮田町（現・宮若市）出身。血液型O型。
所属事務所はライジングプロダクション。所属レコード会社はエイベックス（レーベルはSONIC GROOVE）。

## 経歴
福岡県宮田町立笠松小学校、宮田町立宮田西中学校、東海大学付属第五高等学校（現・東海大学付属福岡高等学校）、東海大学理学部数学科卒業。
ストリートダンスチームSHUFFLE!!結成。
2008年12月18日、DA PUMP新メンバーとして加入。
2013年、株式会社Brush UPを設立し、代表取締役に就任。
北九州市観光大使
海老名市親善交流大使
福岡県宮若市PR大使に就任。
Shibuya Street Dance Week ダンスディレクター就任。
Red bull Dance your style アンバサダー就任。
東京2020オリンピック聖火リレー 聖火ランナー。
PRODUCE 101 JAPAN SEASON2 ダンストレーナー就任。
ODC 沖縄県高校生ダンス部コンペティション2022 大会アンバサダー就任。
オリンピック公益社団法人日本ダンススポーツ連盟JDSF アンバサダー就任。
ALL JAPAN SUPER KIDS DANCE CONTEST アンバサダー就任。

## 人物
- KENZOの由来は、眼鏡のファッションブランド名ケンゾーからである。
- 2018年 背筋250kg、100m11秒7。
- 究極の男は誰だ!? 最強スポーツ男子頂上決戦第1回 準優勝。
- 日本テレビ系列「THE DANCE DAY」ダンスNo.1決定戦にて、審査員を務め、そのダンス界の地位、実績から「キング・オブ・ダンサー」と紹介される。
- 2024年パリオリンピックに向けてブレイキンが正式種目に決定したことで、日本ダンススポーツ連盟JDSFアンバサダーに就任する。
- NHK紅白歌合戦2年連続出演、輝く！日本レコード大賞5年連続出演。
- ヒューマンビートボックスをDA PUMPのライブで披露することがある。
- 担当カラーはベージュ、チェック柄。衣装では白の場合もある。
- ファッションセンスの高さから、数多くのブランドのモデルもこなし、時にブランドと共に洋服、シューズのデザインも手がける。
- 様々な男性、女性アーティストのプロデュースにも携わり、楽曲制作、作詞なども行う。
- 指導力も高く、全世界に100万人を超え、彼のパーフェクトダンスメソッドにより世界チャンピオンを沢山輩出、数々のアーティストもデビューしており、JO1川尻蓮、INI、BE:FIRST SOTA(世界大会優勝作品も指導振り付け）、IS:SUE 田中優希、AKB48山口結愛、GINGIRO、さくらなど芸能界ダンス業界に影響を与える存在になっている。
- 中学3年生でダンスに出会う。高校生、大学生で日本一を獲得。2004年に渡米。アメリカ本国のストリートダンス創始者を母体とする「Campbellock family」に日本人メンバーとして加入し、世界各国で歴史や知識、技術を伝承する活動を行う。
- ストリートダンス世界大会8年連続優勝。
- 世界30ヵ国400回以上パフォーマンスも行い、驚異的な身体能力から繰り出されるダンステクニック・世界的ダンサーとしての実力を評価され世界大会を始め総数400回以上のダンスの主要大会で審査員を任されている。
- 驚異的な身体能力から繰り出されるダンステクニック、 表現力はJAPAN DANCE AWARDにて最も影響力のあるダンサーに表彰されている。
- Youtube再生回数2億5000万回再生を超えるDA PUMP「U.S.A.」を代表とするトレンドを生み出す力、発想、高い技術を持ち、安室奈美恵、TRF、SPEED、郷ひろみ、SKE48、AK-69、Da-iCE、いきものがかり、ちゃんみな、初音ミク、back number、UVERworld、瑛人、荻野目洋子、五木ひろし、m.c.A・T、RADIO FISH、オリンピック日本代表ブレイキン選手、CHEMISTRY川畑要、観月ありさ、アンミカ、渡辺美優紀、鈴木雅之、さくら、ガチャピン＆ムック、鈴木紗理奈＆山本圭壱、モーニング娘。、ハロプロダンス選抜、高橋愛、田中れいな、MYNAME、ARP、predia、パク・ジュニョン、都倉俊一、フェアリーズ、伊藤萌々香、Mスリー、ロードオブメジャー、崎山つばさ、CYBERJAPAN DANCERS、谷村奈南、misono、ARIA、ヤナキク、RUSH×300、一ノ瀬ワタル、とにかく明るい安村、アルコ＆ピース酒井など数多くのアーティストの総合演出や振り付け、紅白歌合戦、CMなどを手がけ、振り付け提供楽曲数は200曲以上を超えている。また、テレビ番組、講演会、映画などに出演するなど、多方面でマルチに活躍している。
- DA PUMPのダンス担当として、楽曲「Dream on the street」では世界的ダンサーをフルキャスティングし、構成＆演出なども担当する。

- 2010年・2011年と2年連続『EURO BATTLE WORLD FINAL』で優勝し、アジア人としては初優勝者となった[2][3][4]。
- 2011年12月、ドイツ・デュッセルドルフで開かれた世界一の決定戦FUNKIN STYLE WORLD TEAM BATTLE 2011に日本代表チームの一員として参加し、全対戦でジャッジ6人の満票を得て優勝した。個人の世界大会では4冠しているが、団体戦での世界一はこれが初めてである。
- 2017年、チェコで開かれた世界一の決定戦SDK WORLD TOUR BATTLEにて個人＆団体の二冠に輝き、8年連続で世界大会で優勝した。
- 日本時間の2019年9月1日にフランスで行われたダンス世界大会で優勝し、世界大会・国際大会と合わせて13冠を達成した[5]。
- RISING Dance Schoolの総合監修を務め、講師としても活動中（初心者向けレッスン、LOCKIN'クラス）[6]。
- AKB48日本武道館公演ゲストとしてDA PUMPのKENZOがサプライズ出演し、本編ラスト全78名で「根も葉もRomor」で共演した。
- ダンスの祭典 日本テレビ「THE DANCE DAY」発起人、企画運営、審査委員長として携わる。
- 第42回 三笠宮杯全日本ダンススポーツ選手権　ゲストダンサーとして招かれる。[7]
- 坂見誠二が亡くなる少し前に、「KENZOはこれからの日本のダンスシーンで、メディアもアンダーも含めて引っ張っていく重要な人物になるよ」 と言葉を託される。

## 出演

### テレビ番組
- NTV「THE DANCE DAY 」（2022年）（2023年）（2024年）（2025年）審査員
- NTV「RUN RUN RAMPAGE！ ランラン・ダンス天国」(2024年) 審査員
- NTV「ZIP!」THE DANCEDAYファイナリスト決定審査員(2024年)(2025年）審査員
- TBS「それSnow Manにやらせてください」完コピダンス対決(2025年）審査員
- YTV「秘密のケンミンSHOW極」(2022年）(2024年）(2025年）福岡県民代表
- TBS「さんま・玉緒のお年玉！あんたの夢をかなえたろか30周年SP」(2025年）
- NHK「ゾンターク〜おどりのほし〜」ブレイキン九州沖縄ブロック選手権(2024年）実況解説
- NTV「ダンス最強チームバトルダンバト」審査員(2024年）
- CX「R4 STREET DANCE シーズン2」審査員(2024年11月〜2025年２月） - レギュラー
- TBS「人生を変えた！天才番付SHOW」(2024年）
- CX「R4 STREET DANCE シーズン1」審査員(2024年7月〜10月） - レギュラー
- NHK「JDSF BREAKING 九州沖縄ブロック選手権２０２４」実況解説(2024年）
- TBS「異なるジャンルのトップが対決！THE 超人ダービー」審査員(2024年）
- 日本テレビ「サンデーPUSHスポーツ」(2024年）
- NTV「24時間テレビ47」「NOTHING IS IMPOSSIBLE YOSHIKIが送る超ボーダーレスLIVE!」(2024年）
- CX「めざまし８」パリオリンピックブレイキン生解説(2024年）
- NTV「Apartment B」(2024年）
- NHK Eテレ「＃バズ英語〜SNSで世界をみよう〜」(2024年）
- TNC「ももち浜ストア」(2024年）
- RKB「タダイマ！」(2023年）(2024年）
- FBS「バリはやッ！ZIP！」(2024年）
- CX「木◎×部」(2024年）
- NTV「ZIP!」THE DANCEDAYファイナリスト決定審査員(2024年）
- NTV「THE DANCE DAY世界最高峰の激戦舞台裏＆その後の活躍に密着SP」(2024年）
- NHK「第74回NHK紅白歌合戦」郷ひろみ「2億4千万の瞳～ブレイキンSP～」 (2023年）
- CX「FNS 歌謡祭 第1夜」ダンス企画 (2023年）
- YTV「ベストヒット歌謡祭2023」"D.U.N.K"/SKY-HI" ダンスサイファー(2023年）
- NTV「クイズ！あなたは小学５年生より賢いの？」リベンジSP (2023年）
- ABC「DCC 第11回全国高等学校選手権」(2023年）審査員長
- NTV「The Gift」(2023年）武井壮編
- Hule「THE DANCE DAY LIVE 2023」(2023年）メインMC
- NTV「THE DANCE DAY 」（2022年、2023年）審査員
- NHK「ゾンターク〜おどりのほし〜」　(2023年）
- NTV「賞金1000万円！THE DANCE DAYファイナリスト＆大会裏側大公開SP」(2023年）
- NTV「D.U.N.K.」(2023年）
- NTV「クイズ！あなたは小学５年生より賢いの？」(2023年）
- NHK「どーも、NHK」(2023年）
- CS「メ～テレ60周年　第７回高校生ダンスバトル選手権」 (2023年）審査員

- KTV「やすとも・友近のキメツケ!※あくまで個人の感想です」（2022年、2023年1月、10月関西テレビ)
- NTV「ZIP!」（2022年、2023年）
- NTV「スッキリ」(2011年、2022年、2023年）
- NTV「ヒルナンデス」(2023年）
- CX「逃走中〜大みそかSP お台場大決戦〜」（2022年）
- CX「FNS 歌謡祭 第2夜」（2022年）瑛人「香水」コラボ
- NTV「行列のできる法律相談所」（2013年、2018年、2021年、2022年）
- CS「ハロプロダンス学園 シーズン7」（CSダンスチャンネル）（2022年）ダンス講師
- ABC 「ぺこぱのまるスポ」（2022年、ABCテレビ)
- THK「ガクセイエール」（2022年、東海テレビ)
- NTV「120秒のターニング映画(シネマ)」（2022年）
- EX「BREAK OUT」（2022年）アーティスト解説
- NTV「バゲット」（2022年）
- NHK「武井壮のスポーツ プラネット」（2022年）解説ゲスト
- KTV「所JAPAN」（2022年、関西テレビ）
- NTV「満天☆青空レストラン」(2022年）
- NTV「ぐるナイ」 (2022年）プレゼンテーター
- NTV「世界まる見え！テレビ特捜部 」(2022年）
- MBC「週刊1チャンネル」（2022年）
- NTV「THE DANCE DAY 関東大会」（2022年）審査員
- CS「千葉KENZOの踊ってますか?シーズン3」（2021年)（CSダンスチャンネル） - レギュラー
- TBS、GYAO「PRODUCE 101 JAPAN SEASON2」（2021年、TBS、GYAO) - レギュラー
- dtv「OH!舞DA PUMP!!」レボリューション（2022年 - 2023年、dtv） - レギュラー
- dtv「OH!舞DA PUMP!!」（2018年 - 2021年、dtv） - レギュラー
- CX「芸能界特技王決定戦 TEPPEN2021秋」 ダンス(2021年9月) ゲスト
- CX「芸能界特技王決定戦 TEPPEN2021春」 ダンス(2021年1月)
- NTV「バズリズム」（2021年）ダンス解説
- EX「芸能人格付けチェック！2021お正月スペシャル」（2021年）世界的ダンサー問題人
- TBS「CDTVライブ！ライブ！踊ってみた」（2021年）ゲストダンスパフォーマンス
- CS「千葉KENZOの踊ってますか?シーズン2」（2020年）（CSダンスチャンネル） - レギュラー
- CX「潜在能力テスト」 (2019年 - 2020年) - 準レギュラー
- TX「DA DA ダンス」（2018年 - 2019年、フジテレビ） - レギュラー
- CS「千葉KENZOの踊ってますか?シーズン1」（2019年）（CSダンスチャンネル） - レギュラー
- KTV「ごきげんライフスタイル よ〜いドン!」 (2019年)
- TX「祝！令和！クレイジーダンス」 (2019年)審査員
- Dlife「World Of Dance」（2018年、Dlife） - ナビゲーター（レギュラー）
- CS「Super kids dance contest 2018」（2017年・2018年、CSメーテレ） - 実況・解説
- CS「スーパーキッズダンスコンテスト 2017 FINAL」(2018年)
- KTV「快傑えみちゃんねる」 (2018年)
- NHK「極鬼」 (2018年)
- NTV「シューイチ」 (2018年)
- CTV「スーパーチャンプル　2017夏　新MC登場SP 」(2017年)
- EX「なら≒デキ」 (2017年)
- CX「めちゃ2イケてるッ！ ダンシングヒーローでゴイゴイスーペシャル」(2017年)
- NHK「はっけんTV」 (2016年)
- NHK「とっておきサンデー 」(2016年)
- CX「世界謎解きアドベンチャー！未知なる巨大生物を捕獲せよ！」 (2016年)
- CS「魁!KENZO塾」（2015年 - 、CSメーテレ） - 初冠番組
- CS「Fine Steppers」（2015年、CSメーテレ） - メインMC
- CTV「BOMBER-E」（2015年、メーテレ） - メインMC
- TX「センニュウ感」 (2015年)
- NHK「スクールライブショー・ストリートダンス選手権 東日本編」 (2014年)審査員
- TBS「爆門！最強ドッキリ祭」 (2014年)
- CS「カリスマGOTOスクール」 (2014年)
- TX「DANCE@TV」 (2012年、2014年)
- CX「芸能界特技王決定戦 TEPPEN2014 Summer 」100m走 (2014年1月)
- MBC「てげてげ」 (2014年)
- TBS「爆笑学園！！ナセバナール」 (2013年)Music Launcher (2014年)
- TBS「体育会TV」 腕相撲 (2013年)
- TBS「究極の男は誰だ!? 最強スポーツ男子頂上決戦第３回」 (2013年)
- TBS「究極の男は誰だ!? 最強スポーツ男子頂上決戦第２回」 (2013年)
- CX「ONE hour sense」 (2013年)
- NTV「東京エトワール音楽院 」(2013年)
- NTV「スター☆ドラフト会議」（2012年 - 2013年、日本テレビ） - レギュラー審査員
- NHK「スクールライブショー・ストリートダンス選手権 東日本編 」(2013年)審査員
- NHK「スクールライブショー・ストリートダンス選手権 西日本編」 (2012年)審査員
- RCC「ひろしまテスト王決定戦！５時間どど～んと生放送 フードフェスティバルに広島家族。大集合でがんす～！！」 (2012年)
- TX「原宿キラキラ学院」（2012年、テレビ東京） - 準レギュラー
- M-ON「Dancers World 」(2012年)
- TBS「体育会TV～元旦３時間SP～」(2012年)
- TBS「究極の男は誰だ!? 最強スポーツ男子頂上決戦第1回」 (2012年)
- CX「ALL STAR WARS」 (2012年)
- NTV「コロッケvs青木隆治 ～珠玉のものまねベスト１０～ 」(2011年)
- YTV「す・またん」 (2011年)
- TNC「ハチナビプラスギュギュと！」 (2011年)
- NHK「ぐるっと８県九州沖縄」 (2011年)
- CX「ホンネの殿堂!!紳助にはわかるまいっ」 (2010年)
- NTV「PON 」(2010年)
- CTV「スーパーチャンプル」（2007年 - 2009年、中京テレビ） - 準レギュラー
- TX「BLOOM！」 (2006年) - 準レギュラー

### 映画
- 劇場版 仮面ライダージオウ Over Quartzer - クォーツァー（Q-KENZO）役（2019年）
- 梟ーFUKUROU（2016年）
- イカレてイル?（2016年）
- クローズEXPLODE（2014年） - 高木哲次 役

### NETFLIX
- 「サンクチュアリ -聖域-」第4話 (2023年）

### ウェブ配信
- PRODUCE 101 JAPAN SEASON2（2021年4月8日 - 6月13日、TBS系・GYAO!）- ダンストレーナー[8]

### ドラマ
- ひかりTVオリジナル「Soldiers〜慈しむ者たち〜＃5」主演・羽田幸助 役（2020年）

### 書籍
- KENZOエッセイ ”GIFT”（東京ニュース通信社）（2022年)[9]

### DVD
- 「MY NAME IS KENZO」(avex)（2018年）

### CM＆広告
- 東急不動産ホールディングス×ブレイキン×DA PUMP『渋谷から世界へ」篇(2024年）
- 日本マクドナルド株式会社「カモンベイビー！N.Y.バーガーズ」(2023年）
- ABC MART×ASICS RUNNERS EXPO 2023@国立競技場 アンバサダー　(2023年）
- CHIYODA ×「 DC SHOES. STARTER.BLACK LABEL.FILA 」広告イメージモデル (2022年）
- SENNHEISER「MOMENTUM True Wireless 3」CM(2022年）
- A|X ARMANI EXCHANGE「CLAP for YOU」広告イメージモデル(2022年）
- FULRA×DWS model (2021年)
- ABC MART 「adidas クライマクール」CM（2021年）
- ガリバー「ガリバー史上最大の初売り」CM（2020年）
- ASICS WALKING PRESS MEETING SS20 （2020年）
- サントリー「ザ・プレミアム・モルツ」CM（2019年）
- Red bull Dance your style アンバサダー＆広告モデル（2019年）
- ABC MART 「GW-SALE」篇、「40周年大創業祭」篇、「SUPER SUMMER SALE」篇CM（2019年）
- ARMANI EagleArcade model (2019年)
- 北九州市長選挙 啓発CM（2019年）
- ソフトバンク「Google Pixel（訂正する少女）」篇（2018年）
- リクルート・スーモ
  - 「スーモとDAPUMP」篇（2018年）
  - 「スーモとDA PUMP 歌番組」篇（2019年）
  - 「スーモとDA PUMP ニッポンの住まい探し篇」（2019年）
- LINE MUSIC（2018年）
- Galaxy Funparty （2018年）
- GUINNESS BEER（2016年） - 1MILLION DANCE STUDIOとのコラボレーション
- JADE
  - Spring / Summer 〜My time, My kicks〜（2015年）
  - Autumn / Winter 〜SUPER CAUTION〜（2015年）
- PUMA TAIWAN model (2014年)
- DANCE ON 着ムービーmodel  (2007年)
- Chacotto model (2007年)

### 講演会
- 九州電力エコテラス２周年FESTA トークショー「SDGsについて」（2025年）
- 第80回東海大学附属福岡高等学校 建学記念式典 記念講演会 講義題「夢への挑戦」(2022年）1100名参加
- 福岡県高稜高等学校文化祭講演会 講義題「夢をあきらめない」(2022年）1000名参加
- 一般社団法人 人物教育研究所主催 第２回特別記念講演会 講義題「人を惹きつける人間力とは」(2018年）260名参加
- 北九州教育研究会 全市全体講演会 講義題「夢をかなえるための法則」(2021年）教職員250名参加
- 中間市教育委員会「中間小学校、中間東小学校、中間西小学校」キャリア教育「夢授業」(2018年）1000名参加
- 第76回東海大学附属福岡高等学校 建学記念式典 記念講演会「夢講演」(2018年）1200名参加

### 舞台
- BOOK ACT FINAL「中務裕太のマルチダンス～多次元裕太をお見せします2024～」(2024年）
- TRF 結成25周年記念 初舞台「DANCE REPUBLIC 〜The devotion〜」（2017年）
- 文科省巡回公演（2015年・2016年）
- ホノルルフェスティバル @ USA HAWAII（2014年）
- 舞台「The Shot II」（2014年） - w-inds.の千葉涼平とW主演
- 舞台「The Shot」（2013年） - w-inds.の千葉涼平とW主演
- VISION DANCE FESTA「UNITED vol.6」（2012年）
- VISION DANCE FESTA「UNITED vol.5」（2011年）
- VISION DANCE FESTA「UNITED vol.4」（2011年）
- VISION DANCE FESTA「UNITED vol.3」（2011年）
- VISION DANCE FESTA「UNITED vol.2」（2010年）
- VISION DANCE FESTA「UNITED vol.1」（2010年）
- 日韓朝鮮通信使400周年記念作品 舞台「THE BATTLE」（2007年）
- 東京ディズニーシー「CLUB DISNEY」（2007年）[要出典]
- 北九州博覧祭パレード（2001年）

## 楽曲出演作品(振付含む)
安室奈美恵
- Damage
- In The Spotlight (TOKYO)
- Body feel exit

TRF
- PUSH YOUR BACK

荻野目洋子
- ダンシング・ヒーロー (Eat You Up)

SPEED
- リトルダンサー

SKE48
- ソーユートコあるよね?

RADIO FISH
- PERFECT HUMAN

いきものがかり
- ええじゃないか

back number
- 高嶺の花子さん

Da-iCE
- ナイモノネダリ

ちゃんみな
- CHOCOLATE
- Princess

SKY-HI
- D.U.N.K

m.c.A・T
- Bomb A Head!

PKCZ
- T.O.K.Y.O.

田中れいな
- 別に、好きじゃないし
- くれてやんない
- SNSNG

東京女子流
- Viva La 恋心

CYBERJAPAN DANCERS
- U.S.A.

初音ミク
- アフタースクールフィーバー

ロードオブメジャー
- さらば碧き面影

UVERworld
- ENOUGH-1

ARP
- Burn it up

MC TONY
- PANTS

MYNAME
- GIGA FIRE
- Last Train
- I AM 27
- Sugar
- MayDay
- I'M NOT A BAD BOY
- ニガモンデ
- Gimme Gimme
- WARNING
- Tonight
- Bad Bad Higher

predia
- NAKED
- シャララ・ナイアガラ
- 東京マドンナ
- BAD HABIT
- 硝子のアンブレラ
- Ready Fight!
- DRESS
- MUSIC

崎山つばさ
- ダンシング☆サムライ
- 太陽系デスコ

さりけいfeat.SHINJI TAKEDA
- 未来史上最年少

谷村奈南
- GIRLS WANNA BE

パク・ジュニョン
- チャラ
- 嘆きの雨

都倉俊一
- がんばれ! がんばれ!

misono
- VS

ARIA
- NOT OVER

キミカズ
- 気分は爽快

ヤナキク
- ハイビーム
- オリヒメ
- 人間人間
- NINJA IROHA
- ゲームコントローラー

RUSH×300
- YOAKEMAE

フェアリーズ
- More Kiss
- Song for You
- HERO
- Sweet Jewel
- Beat Generation
- No More Distance
- Tweet Dream
- Sparkle
- White Angel
- One Love
- Born This Way-カバー曲
- Power of a Woman（英語版）-カバー曲
- 光の果てに
- エール
- Super Hero
- Love me, Love You More
- Don't You Wanna Dance
- トキメクTOKYO

伊藤萌々香
- Poker Face
- LOOK AT ME

Mスリー
- 夢見るダンシングドール
- Glory days
- Your Love
- HEY HONEY

DA PUMP
- U.S.A.
- if...
- Feelin' Good -It's PARADISE-
- ごきげんだぜっ! 〜Nothing But Something〜
- Com'on! Be My Girl!
- We can't stop the music
- CORAZON
- Crazy Beat Goes On!
- Around The World
- Love Is The Final Liberty
- Joyful
- RAIN OF PAIN
- Dragon Screamer
- Nice Vibe!
- Thunder Party #09
- SUMMER RIDER
- Can't get your love
- Choose You
- New Position
- Who's That Girl
- Take it Easy
- 桜
- Do it!宙にジャンプ
- P.A.R.T.Y.〜ユニバース・フェスティバル〜
- Funky Girl
- Heart on Fire
- Fantasista〜ファンタジスタ〜
- Soldiers〜慈しむ者たち〜
- Oh! My Precious!
- DA FUNK
- 紡 ーTSUMUGIー
- Dream on the street
- Lean Back ~俺たちのキーワード~
- サンライズ・ムーン〜宇宙に行こう〜
- 小さな会釈

- Use Your Body
- Pump It Up! feat.TAKUMA THE GREAT

### ライブ＆TV番組
- 「鷹祭 SUMMER BOOST」福岡ソフトバンクホークス対オリックス・バファローズ戦in 福岡・みずほPayPayドーム　始球式＆「いざゆけ若鷹軍団 鷹祭 SUMMER BOOST Remix」DJ KOO 振り付け出演(2024年）
- NHK「第74回NHK紅白歌合戦」郷ひろみ「2億4千万の瞳～ブレイキンSP～」オリンピック日本代表・半井重幸他、日本トップダンサー 振り付け演出 (2023年）
- 読売テレビ・日本テレビ系列「ベストヒット歌謡祭２０２３」ジブリ名曲メドレー「さんぽ」DA PUMP 振り付け(2023年）
- ｙｔｖ公式キャラクターシノビーのテーマソング「シノビーのうた」【作詞：バカリズム　歌唱：竹中雄大（Novelbright）】（YTV「カミオトー上方音祭ー」）振り付け(2023年）
- Netflix「サンクチュアリ -聖域-」小瀬清 / 猿桜（一ノ瀬ワタル）振り付け演出、指導　(2023年）
- 鈴木雅之 / 「違う、そうじゃない」鈴木雅之×DA PUMP 振り付け演出（CX「MUSIC FAIR」）(2023年）
- モーニング娘。’22 × DA PUMP KENZO/「One・Two・Three」振り付け演出（dTV『OH!舞DA PUMP』)(2022年）
- 松任谷由実 / 「真夏の夜の夢」Little Glee Monster かれん 歌唱曲 ダンサー DA PUMP＆MAX＆AKB48 山内瑞葵　振り付け演出（TBS『UTAGE!』）（2022年）
- AK-69 /「START IT AGAIN」振り付け（WOWOWプライム「INVITATION」）（2022年）
- YOASOBI / 「怪物」　振り付け　ハロプロダンス選抜　ハロプロダンス学園 シーズン7（CSダンスチャンネル）（2022年）
- 菅田将暉「虹」Little Glee Monster かれん 歌唱曲 振り付け（TBS『UTAGE!』）（2022年）
- RADWIMPS/前前前世 振り付け（CDTVライブ！ライブ！踊ってみた）（2021年）
- 瑛人『香水」演出＆振り付け（CX『2020 FNS歌謡祭2020 第2夜』）
- BoA「永遠」ex モーニング娘。高橋愛 歌唱曲 振り付け（TBS『UTAGE!』）（2020年）
- 平井 大 / Stand by me, Stand by you. DA PUMP 歌唱曲 振り付け（TBS『UTAGE!』）（2020年）
- Bomb A Head!/m.c.A・T(CX『2020 FNS歌謡祭2020 第2夜』)（2020年）
- アルコ＆ピース 酒井ダンスパフォーマンス振り付け（dTV『OH!舞DA PUMP』)（2019年）
- 菅田将暉「さよならエレジー」CHEMISTRY 川畑要 歌唱曲（TBS『UTAGE!』）（2019年）

- 五木ひろし
  - VIVA・LA・VIDA!〜生きてるっていいね!〜（2018年12月31日、『第69回NHK紅白歌合戦』） - DA PUMP TOMOと共同振付

- 安室奈美恵
  - namie amuro 5大ドーム TOUR 2012 〜20th Anniversary Best〜（2012年11月24日 - 12月21日、5大ドーム8公演）
  - namie amuro FEEL TOUR 2013（2013年8月16日 - 12月23日）

- 観月ありさ
  - 座・ALISA Reading Concert vol.II キセキのうた〜私たちの「今」を歌おう〜（2018年8月26日 - 9月3日）

### ステージ
- 「いざゆけ若鷹軍団 鷹祭 SUMMER BOOST Remix」DJ KOO 振り付け(2024年）
- BOOK ACT FINAL「中務裕太のマルチダンス～多次元裕太をお見せします2024～」Reol/第六感 振り付け演出
- ホークス球団創設85周年・ドーム開業30周年記念試合前オープニングダンス・ハニーズ振り付け演出 (2023年)
- 第12回渋谷音楽祭 Shibuya Music Scramble 2017 ランウェイ・ステージング（2017年10月21日・22日）
- 超新感覚ライブエンタテインメント「NO BORDER」（2019年7月7日 - 9月16日）DA PUMP KENZOと共同振付 およびモーションキャプチャー。

### 舞台
- 日韓朝鮮通信使400周年記念作品 舞台「THE BATTLE」（2007年）
- 東京ディズニーシー「CLUB DISNEY」（2007年）
- VISION DANCE FESTA「UNITED vol.1」（2010年）
- VISION DANCE FESTA「UNITED vol.2」（2010年）
- VISION DANCE FESTA「UNITED vol.3」（2011年）
- VISION DANCE FESTA「UNITED vol.4」（2011年）
- VISION DANCE FESTA「UNITED vol.5」（2011年）
- 関東大学生ダンス連盟Σ公演「NOTHERS」（2011年）
- VISION DANCE FESTA「UNITED vol.6」（2012年）
- 舞台「The Shot」（2013年）主演
- 舞台「The Shot II」（2014年）主演
- 文科省巡回公演（2015年・2016年）
- TRF 結成25周年記念 初舞台「DANCE REPUBLIC 〜The devotion〜」（2017年）SAMの若かりし頃役

### CM
- アシックス「TIGON〜Laser Beam〜」（2011年）
- テレビ朝日系「プロマーシャル」（2011年）
- JADE Spring / Summer 〜My time, My kicks〜（2015年）
- JADE Autumn / Winter 〜SUPER CAUTION〜（2015年）
- 日本生命（2015年）
- GUINNESS BEER（2016年）
- リクルート・スーモ（2018年）
- 北九州市長選挙 啓発CM（2019年）
- RECRUIT SUUMO 「スーモとDA PUMP 歌番組」篇（2019年）
- ABC MART 「GW-SALE」篇（2019年）
- Red bull Dance your style （2019年）
- リクルート・スーモ 「スーモとDA PUMP ニッポンの住まい探し篇」（2019年）
- ガリバー「ガリバー史上最大の初売り」（2020年）
- ABC MART 「adidas クライマクール」（2021年）
- エステー「米唐番」 「米唐番まつり」編（2021年）[10]
- エステー「米唐番」 「いれるのいれないの」編（2022年）[11]
- エステー「米唐番」 「虫大好き」編（2023年）[12]
- エステー「新鮮番」 「野菜シャキッと」編（2023年)[12]
- ほけんの窓口『いっぺん、おいでや。』篇（2023年)[13]
- 東急不動産ホールディングス×ブレイキン×DA PUMP『渋谷から世界へ」篇(2024年）
- ほけんの窓口『全力ダンス』篇（2025年)

### テレビ番組
- 原宿キラキラ学院（2012年、テレビ東京） - 総合ダンス監修
- THE DANCE DAY(2021年〜現在、日本テレビ）発起人、アドバイザー
- R4 STREET DANCE (2024年〜現在、フジテレビ）アドバイザー
- ダンス最強チームバトルダンバト(2024年〜現在、日本テレビ）アドバイザー

### ウェブサイト
- RISING DANCE SCHOOL WEB SITE 総合監修

## 受賞歴
- 2003年
  - HIGH SCHOOL OLD SKOOL NIGHT LOCK BATTLE 優勝
  - BRAEKIN TITLE BATTLE 優勝
- 2004年
  - SUPER FRIDAY FUNKY CHICKEN 優勝
  - 和 LOCK BATTLE 優勝
  - SUPER FRIDAY FREE STYLE 優勝
- 2005年
  - BATTLE CITY5 POWER MOVE BATTLE 優勝
  - HEAD SPIN CONTEST 優勝
  - SUPER FRIDAY FUNKY CHICKEN 優勝
  - DANCE FLASH DANCE CONTEST 優勝
  - JAPAN HOOP IT UP DANCE CONTEST 優勝
  - REAL MOVEMENT DANCE CONTEST 優勝
- 2006年
  - OLD SCHOOL NIGHT VOL.8 優勝〈初日本一〉
  - BEATRONIC JAPAN 優勝
  - テレビ東京系列「BLOOM」優勝
  - テレビ東京系列「BLOOM」GRAND CHAMPION大会 優勝
- 2007年
  - QUALITY TIME SOLO DANCE CONTEST 優勝
  - DANCERS CHAMPIONSHIP BATTLE部門 優勝
  - LOCKING SUMMIT JAPAN 優勝
  - STREET SWEEPER FREE STYLE 優勝
  - CROWN NIGHT 優勝
  - POP BATTLE 優勝
- 2008年
  - THE CREW LOCKIN CREW BATTLE 優勝
  - FUNK STYLE SESSION JAPAN 優勝
  - UK BBOY CHAMPIONSHIP JAPAN FINAL 優勝
  - DANCE@LIVE FINAL RIZE SIDE 優勝〈大学生日本一〉
  - FREE STYLE SESSION JAPAN 優勝
- 2009年
  - CARNIVAL VOL.2 LOCK SIDE 優勝
  - FREE STYLE SESSION JAPAN 優勝
- 2010年
  - CARNIVAL GRAND CHAMPIONSHIP 2009-2010 優勝
  - KOREA LOCKING POPPING SESSION 優勝 @ KOREA
  - EURO BATTLE World Final 優勝 @ PORTUGAL〈世界大会〉
  - R-16 KOREA WORLD FINAL ×KANGOL WORM UP JAM 優勝 @ KOREA
  - WORLD DANCE COLOSSEUM JAPAN FINAL 優勝
- 2011年
  - L-1 G.P TOKYO LOCKING BATTLE  優勝
  - GRAND LINE FREE STYLE BATTLE 優勝
  - INTER NATIONAL HIPHOP CHAMPIONSHIP JAPAN 優勝
  - EURO BATTLE World Final 優勝 @ PORTUGAL〈世界大会〉
  - BATTLE IZM 2011 優勝 @ TAIWAN
  - FUNKIN STYLE WORLD TEAM BATTLE 2011 優勝 @ GERMANY〈世界大会〉
  - MASTER PIECE CREW BATTLE 優勝
- 2012年
  - DANCE@LIVE FINAL CREW BATTLE 優勝
  - SDK EUROPE WORLD LOCKIN SOLO BATTLE 優勝 @ CHZCO〈世界大会〉
  - TOKYO DANCE DELIGHT VOL.14 優勝
  - POP LOCK BOX ASIA 優勝
  - DANCE@PIECE STREET FIGTERS JAPAN 2012 優勝
- 2013年
  - THE WEEK STREET FIGHTERS WORLD FINAL 2013 優勝 @ ITALY〈世界大会〉
  - JAPAN DANCE AWRAD 受賞
- 2014年
  - POP LOCK BOX WORLD 優勝〈世界大会〉
- 2015年
  - AllStyle Action 2015 [Locking / AllStyle] 2部門優勝 @ Macau〈世界大会〉
- 2016年
  - NAGOYA DANCE DELIGHT 優勝
  - WORLD BATTLE 優勝 @ KAZAFHSTAN〈世界大会〉
- 2017年
  - SDK&STREET FIGHTERS JAPAN 優勝
  - SDK WORLD BATTLE TOUR LOCKING SOLO 優勝 @ CHZCO〈世界大会〉
  - SDK WORLD BATTLE TOUR CREW 優勝 @ CHZCO〈世界大会〉
- 2018年
  - 門真国際映画祭 大阪府知事賞 DVD「MY NAME IS KENZO」
  - 第60回 日本レコード大賞「優秀作品賞『U.S.A.』」「特別賞」
  - 第33回 日本ゴールドディスク大賞「特別賞」(2018)
  - Mnet「2018 MAMA in HONG KONG」「Best Asian Artist Japan」
  - GQ JAPAN「GQ MEN OF THE YEAR 2018」「Pop Icons of the Year」
  - LINE「NEWS AWARDS 2018」「アーティスト部門賞」
  - レコチョク「2018 年間dヒッツ myヒッツランキング」第1位「U.S.A.」
  - USEN「2018 年間 USEN HITランキング」「J-POP部門」1位
  - モデルプレス「ベストアーティストアワード2018」
  - Dews「DANCE AWARDS 2018」「ダンスアーティスト賞」「ベストミュージックビデオ賞」
- 2019年　　
  - 「Lock is Not a Joke 2019」 7 to smoke in FRANCE 優勝〈世界大会〉
  - 第61回 日本レコード大賞「優秀作品賞『P.A.R.T.Y. 〜ユニバース・フェスティバル〜』」「優秀作品賞」
- 2020年
  - UDO STREETDANCE WORLDCHAMPIONSHIP JAPAN SOLO部門　優勝
  - UDO STREETDANCE WORLDCHAMPIONSHIP JAPAN TEAM部門　優勝
  - 第62回 日本レコード大賞「優秀作品賞『Fantasista ～ファンタジスタ～』」「優秀作品賞」
- 2021年
  - 第63回 日本レコード大賞「優秀作品賞『Dream on the street』」「優秀作品賞」
- 2022年
  - 第64回 日本レコード大賞「DA PUMP」「特別賞」